# Оя, Бруно
Бруно Вернерович Оя (эст. Bruno Oja, Bruno O’Ya; 12 февраля 1933, Таллин, Эстония — 9 октября 2002, Тарту, Эстония) — советский, эстонский и польский киноактёр, певец, музыкант, композитор и автор песен.

## Биография
Родился 12 февраля 1933 года в Таллине. Учился по классу фортепиано у эстонского композитора Э. Каппа. Работал в эстрадно-музыкальной группе в Тарту (1951), в танцевальном оркестре Рижского дома учителя (1956—1964).
В начале карьеры в 1959 году в Риге выступал певцом на эстраде, солист-вокалист биг-бэнда под управлением Ивара Мазура, один из первых исполнителей американских джазовых стандартов в стиле свинг в СССР. Играл на гитаре и контрабасе, сочинял песни и инструментальные пьесы. С того же года снялся в своих первых фильмах. С конца 1960-х годов жил и работал в основном в Польше (сохраняя при этом советское гражданство) в городе Вроцлаве. В 1991 году вернулся в родную Эстонию, где и прожил остаток жизни. 

### Последние годы жизни
В Эстонии безуспешно пробовал свои силы как предприниматель. В конце концов он стал педагогом в одном из культурных центров Тарту. В 1998 году перенёс инсульт.
Скончался 9 октября 2002 года в Тарту.

## Личная жизнь
Был четырежды женат.

## Фильмография
| Год  |   | Название                    | Роль                             |
| ---- | - | --------------------------- | -------------------------------- |
| 1960 | ф | Твоё счастье                | Имя персонажа не указано         |
| 1959 | ф | Отчая земля                 | Имя персонажа не указано         |
| 1962 | ф | 49 дней                     | Имя персонажа не указано         |
| 1962 | ф | Путь к причалу              | Бруно                            |
| 1963 | ф | Генерал и маргаритки        | Владек Леховский                 |
| 1963 | ф | Выстрел в тумане            | атташе Бинкль                    |
| 1964 | ф | Домик в дюнах               | Имя персонажа не указано         |
| 1964 | ф | Помни, Каспар…              | Имя персонажа не указано         |
| 1964 | ф | Жаворонок                   | Имя персонажа не указано         |
| 1965 | ф | Время, вперёд!              | Томас Биксби                     |
| 1965 | ф | Гиперболоид инженера Гарина | капитан Янсен                    |
| 1965 | ф | На одной планете            | Альберт Рис Вильямс              |
| 1966 | ф | Никто не хотел умирать      | Бронюс Локис                     |
| 1967 | ф | Операция «Трест»            | Бирк                             |
| 1967 | ф | Весна на Одере              | Гюнше                            |
| 1968 | ф | Волчье эхо                  | Пётр Слотвина                    |
| 1969 | ф | Пан Володыевский            | Имя персонажа не указано         |
| 1969 | ф | Красная палатка             | норвежский радист (нет в титрах) |
| 1970 | ф | Ловушка                     | Антон                            |
| 1971 | ф | Чёрные сухари               | Имя персонажа не указано         |
| 1971 | ф | Танец мотылька              | Харий Маурс                      |
| 1972 | ф | Коперник                    | Имя персонажа не указано         |
| 1974 | ф | Потоп                       | Юзва Бутрим                      |
| 1977 | ф | Знак орла                   | рыцарь из Ленчицы                |
| 1977 | ф | Солдаты свободы             | Отто Скорцени                    |
| 1977 | ф | Кентавры                    | Нильсон                          |
| 1988 | ф | Пан Клякса в космосе        | Имя персонажа не указано         |

## Награды, премии и личные звания
Лауреат Государственной премии СССР в 1967 году за роль Бронюса в фильме режиссёра Витаутаса Жалакявичюса «Никто не хотел умирать».
Автор книги воспоминаний «Przepraszam, czy pan jest aktorem?», которая вышла в 1977 году на польском языке в одном из вроцлавских издательств и в 1978 году в Финляндии на финском языке «Anteeksi, oletteko näyttelijä?» («Простите, вы актер?») после премьеры ставшего популярным детективного фильма «Tuntematon ystävä» («Неизвестный друг», режиссёр Ларс Дж. Телестам), где он сыграл главную роль.
В 2000 году в Эстонии вышла книга Бруно Оя «Külalisena siin maailmas» («Гость в этом мире»).